# Будинкова змія Аврора
Будинкова змія Аврора (Lamprophis aurora) — неотруйна змія з роду африканська будинкова змія родини Lamprophiidae.

## Опис
Загальна довжина коливається від 45 до 90 см. Голова вузька, тулуб кремезний з гладенькою, блискучою лускою. Дорослі змії мають оливково-зелене забарвлення з тонкою помаранчевої смугою уздовж спини. Молоді особини яскравіші, з біло-зеленими цяточками на кожній лусочці та рельєфною помаранчевої смугою.

## Спосіб життя
Полюбляє луки, чагарники. Практично усе життя проводить на землі. Активна вночі. Харчується мишоподібними, гризунами та ящірками.
Це яйцекладна змія. Самиця відкладає 8—12 яєць. Молоді змійки з'являються через 60 днів довжиною до 20 см.

## Розповсюдження
Мешкає у Південно-Африканській Республіці та Свазиленді.